# Saurophthirus longipes
Saurophthirus longipes — викопний вид бліх, що існував у ранній крейді, 125—113 млн років тому. Викопні рештки виду знайдені у 1976 році у Бурятії у відкладеннях мергелю Зазанської геологічної формації (Zaza Formation). Згодом, на початку 2000-х років, знайдено ще 15 решток представників виду. Комаха сягала 1,2 см завдовжки та, як вважається, була паразитом птерозаврів.